# Estadi de Port Saïd
L'Estadi de Port Saïd (àrab: ستاد بورسعيد, Stad Būr Saʻīd) és un estadi multiusos situat en Al-Manakh, suburbi de la ciutat de Port Saïd. És l'estadi La seua construcció va ser completada el 1955. Amfitrió dels Campionat del Món de Futbol sub-20 2009, el 2005 va ser objecte d'una remodelació, com a part dels preparatius de cara a la Copa Africana de Nacions de 2006.

## Fets tràgics
L'1 de febrer de 2012 ocorre en aquest recinte els disturbis de Port Said, on 74 persones van morir i prop de mil van resultar ferides.